# Kurzschluss – Silvester für Zwei
Kurzschluss – Silvester für Zwei ist eine deutsche Kurzfilmreihe, die seit 2022 für Das Erste produziert wird. Die einzelnen Folgen haben eine Länge von ca. 30 Minuten und werden an Silvester ausgestrahlt.

## Handlung
Bettina Maurer und Martin Hofmann sind früher zusammen zu Schule gegangen. Nun treffen sie sich immer wieder an Silvester und geraten jedes Mal aufs neue in die Situation, irgendwo eingeschlossen zu sein. Im Laufe der Reihe verlieben sich die beiden außerdem ineinander.

## Besetzung
| Schauspieler    | Rollenname                                 | Episoden | Zeitraum |
| --------------- | ------------------------------------------ | -------- | -------- |
| Anke Engelke    | Bettina „Busen-Betty“ Maurer geb. Hellwich | 1–       | 2022–    |
| Matthias Brandt | Martin „Doofmann“ Hofmann                  | 1–       | 2022–    |
| Max Bierhals    | verschiedene Rollen                        | 1–       | 2022–    |
| Axel Boxhammer  | verschiedene Rollen                        | 1–       | 2022–    |
| Katharina Kron  | Lena Hofmann                               | 3        | 2024     |

## Folgen
| Nr. | Originaltitel          | Onlinepremiere    | Erstausstrahlung  | Regie            | Drehbuch                       | Zuschauer |
| --- | ---------------------- | ----------------- | ----------------- | ---------------- | ------------------------------ | --------- |
| 1   | Kurzschluss            | 29. Dezember 2022 | 30. Dezember 2022 | Erik Haffner     | Claudius Pläging, Max Bierhals |           |
| 2   | Der zweite Kurzschluss | 30. Dezember 2023 | 30. Dezember 2023 | Michael Binz     | Claudius Pläging               |           |
| 3   | Kurzschluss hoch drei  | 29. Dezember 2024 | 30. Dezember 2024 | Jänta Litenbjörn | Claudius Pläging               |           |